# Diego Cordovez
Diego Cordovez Zegers (Quito, Pichincha; 3 de noviembre de 1935 - 24 de mayo de 2014), fue un diplomático ecuatoriano, Ministro de Relaciones Exteriores durante el gobierno de Rodrigo Borja Cevallos (1988-1992).

## Biografía
Sus padres fueron Luis Cordovez Borja e Isidora Zegers de la Paz, de familias chilenas. Se casó con María Teresa Somavía Altamirano y tuvo un hijo, Diego Cordovez Somavía, reputado como uno de los mejores jugadores de póquer del mundo.
Cursó sus estudios básicos en el Colegio Americano y la Academia Militar Ecuador de Quito y en The Grange School de Santiago de Chile y los superiores en la Universidad de Chile, donde se graduó como abogado con honores en la Facultad de Ciencias Jurídicas y Sociales.
Poco tiempo después de recibirse como abogado ingresó a las Naciones Unidas como asistente y después jefe del gabinete de Raúl Prebisch, el estadista argentino que promovió por primera vez la integración política y económica de América Latina y lideró los esfuerzos del Tercer Mundo para cambiar las bases en las que se había asentado durante décadas el sistema económico internacional.  Colaboró con Prebisch en la creación de la UNCTAD y durante el período en que esa organización dio sus primeros pasos.  Designado director de la Secretaría del Consejo Económico y Social puso en vigor lo que llamó la nueva diplomacia para el desarrollo, que con el tiempo adoptaron todos los organismos económicos multilaterales.  
Fue colaborador cercano de U Thant y de sucesivos secretarios generales, que le encargaron desde muy joven misiones políticas especiales en la República Dominicana, Pakistán, Bangladés, Libia, Malta, Cuba, Venezuela, Guyana.  Fue nombrado secretario general adjunto para Asuntos Políticos y condujo como mediador las negociaciones que culminaron en los Acuerdos de Ginebra sobre el repliegue de todas las tropas soviéticas de Afganistán. Fue nominado para el Premio Nobel de la Paz y, con el presidente Mijaíl Gorbachov recibió el premio Martin Luther King.  Fue enviado especial de la ONU cuando el personal diplomático estadounidense en Teherán fue tomado como rehén y mediador en la guerra entre Irak e Irán.
Fue Ministro de Relaciones Exteriores del Ecuador durante todo el período constitucional del presidente Rodrigo Borja Cevallos (1988-1992) y candidato a la Vicepresidencia de la República como binomio de Jaime Nebot.  Posteriormente fue “diplomático residente” en la Universidad de Columbia en Nueva York y miembro del Instituto para la Solución de Conflictos de la Universidad de California.  Integró una firma jurídica internacional en Nueva York.  Fue llamado nuevamente al servicio de la ONU y designado mediador de Naciones Unidas en Chipre y enviado especial en Venezuela.  Fue Embajador y Representante Permanente del Ecuador ante Naciones Unidas. Durante sus últimos años residió entre Nueva York y Quito, ciudad esta última donde falleció repentinamente el 24 de mayo de 2014.

## Obras
- “Out of Afghanistan: The Inside Story of the Soviet Withdrawal”, con Selig S. Harrison, 1995[4]
- “Nuestra Propuesta Inconclusa”, 2000[5]
- “El Mundo que he vivido: Memorias de diplomacia, de episodios y de gente”, 2013.
- ”Strengthening United Nations Diplomacy for Peace: The Role of the Secretary-General” en “The United Nations and the Maintenance of International Peace”, Volumen 31, UNITAR, 1987[6]
- “The Making of UNCTAD: Institutional Background and Legislative History", 1967 1 Journal of World Trade, Issue 3, pp. 243–328[7]
- “UNCTAD and Development Diplomacy: From Confrontation to Strategy", 1972[8]
- “Afganistán: Una deuda de la Guerra Fría" en Anuario CIP 2003: Tiempos Difíciles, Guerra y Poder en el Escenario Internacional, pp. 115-132[9]

## Méritos y condecoraciones
- Caballero Gran Cruz de la Orden de Isabel la Católica, otorgada por el rey Juan Carlos I de España el 8 de septiembre de 1989.[10]